# Política de Ecuador
La política de Ecuador está definida por la actual constitución vigente del país. Oficialmente denominada como «República del Ecuador», se define como un Estado constitucional de derechos y justicia, social, democrático, soberano, independiente, unitario, intercultural, plurinacional y laico. Su forma de gobierno corresponde al de república presidencialista y se administra de manera descentralizada.
El poder del Estado ecuatoriano —id est la estructura política de la república— se encuentra dividido en cinco funciones (poderes) entre los que se encuentran los tres tradicionales: la función ejecutiva, la legislativa y la judicial; y en adición: la función electoral y la de transparencia y control social. Todos los órganos e instituciones del Estado se encuentran incorporadas a una de las funciones; sin embargo, el máximo órgano de control constitucional, la Corte Constitucional, no pertenece a ninguna función y se mantiene autónoma.
El presidente de la República es a su vez jefe de Estado y de gobierno, ejerciendo la función ejecutiva en conjunto con los ministerios, secretarias, agencias y demás instituciones. La facultad de crear leyes (legislar) y fiscalizar a las demás funciones corresponde a la Asamblea Nacional, en donde se reúnen los representantes (asambleístas) de los ciudadanos. La jurisdicción (facultad de juzgar y ejecutar lo juzgado) recae sobre los jueces de la Corte Nacional de Justicia, las cortes provinciales y demás juzgados de primera instancia. Las elecciones son organizadas por el Consejo Nacional Electoral y las distintas controversias surgidas por estos temas son resueltas por el Tribunal Contencioso Electoral. La transparencia y control social es asumida por el Consejo de Participación Ciudadana y Control Social.

## Funciones del Estado

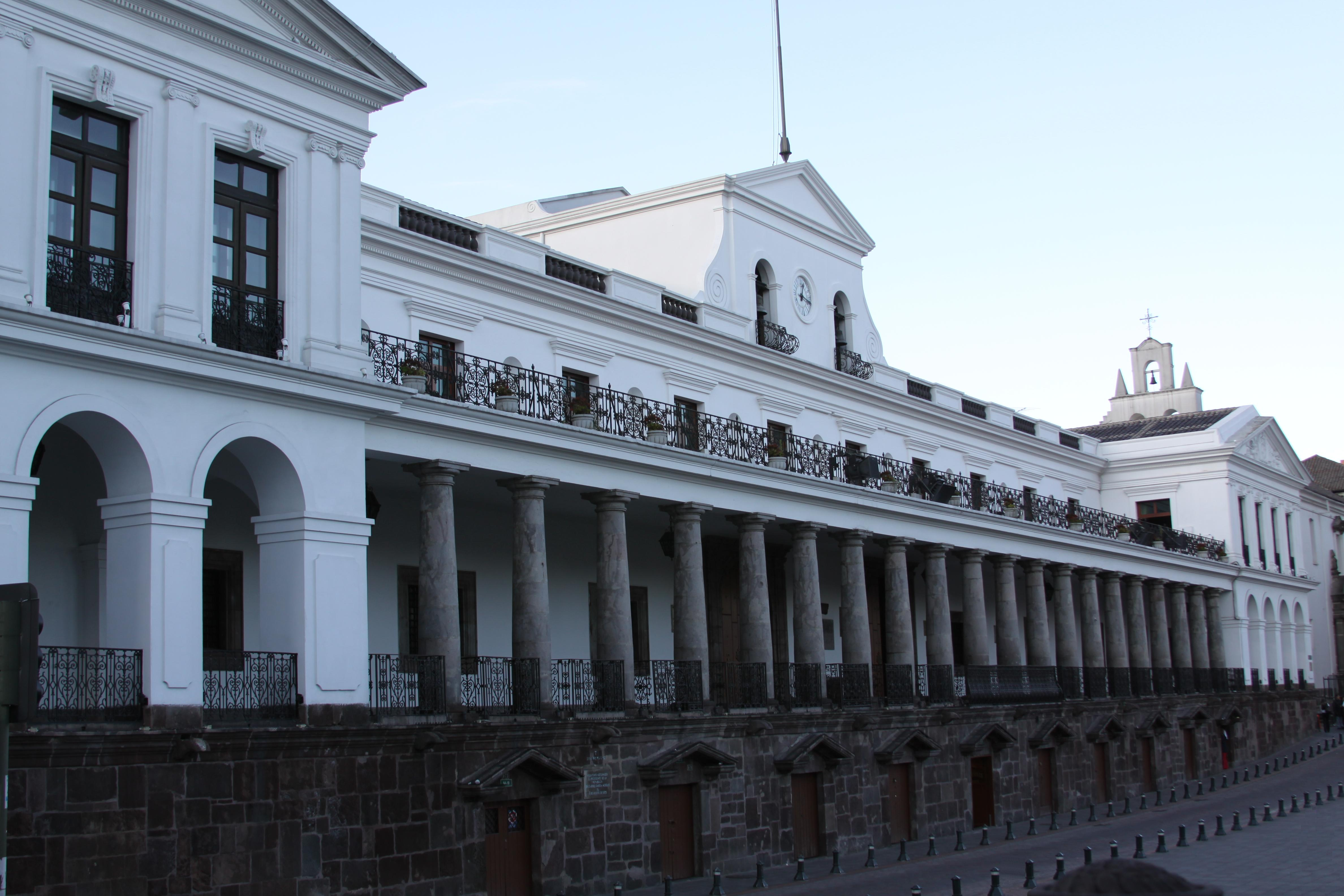
Palacio de Carondelet.

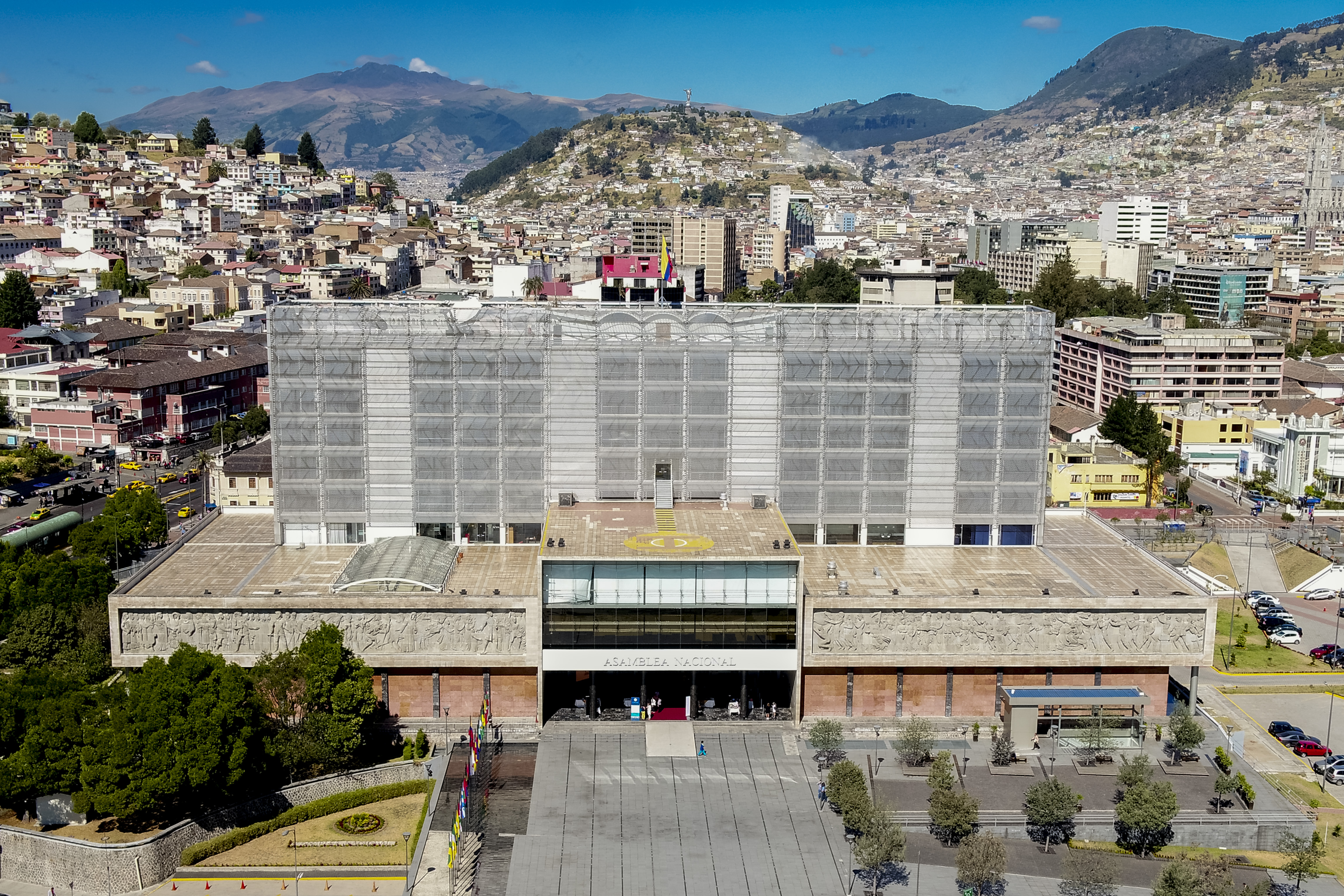
Palacio Legislativo de Ecuador.

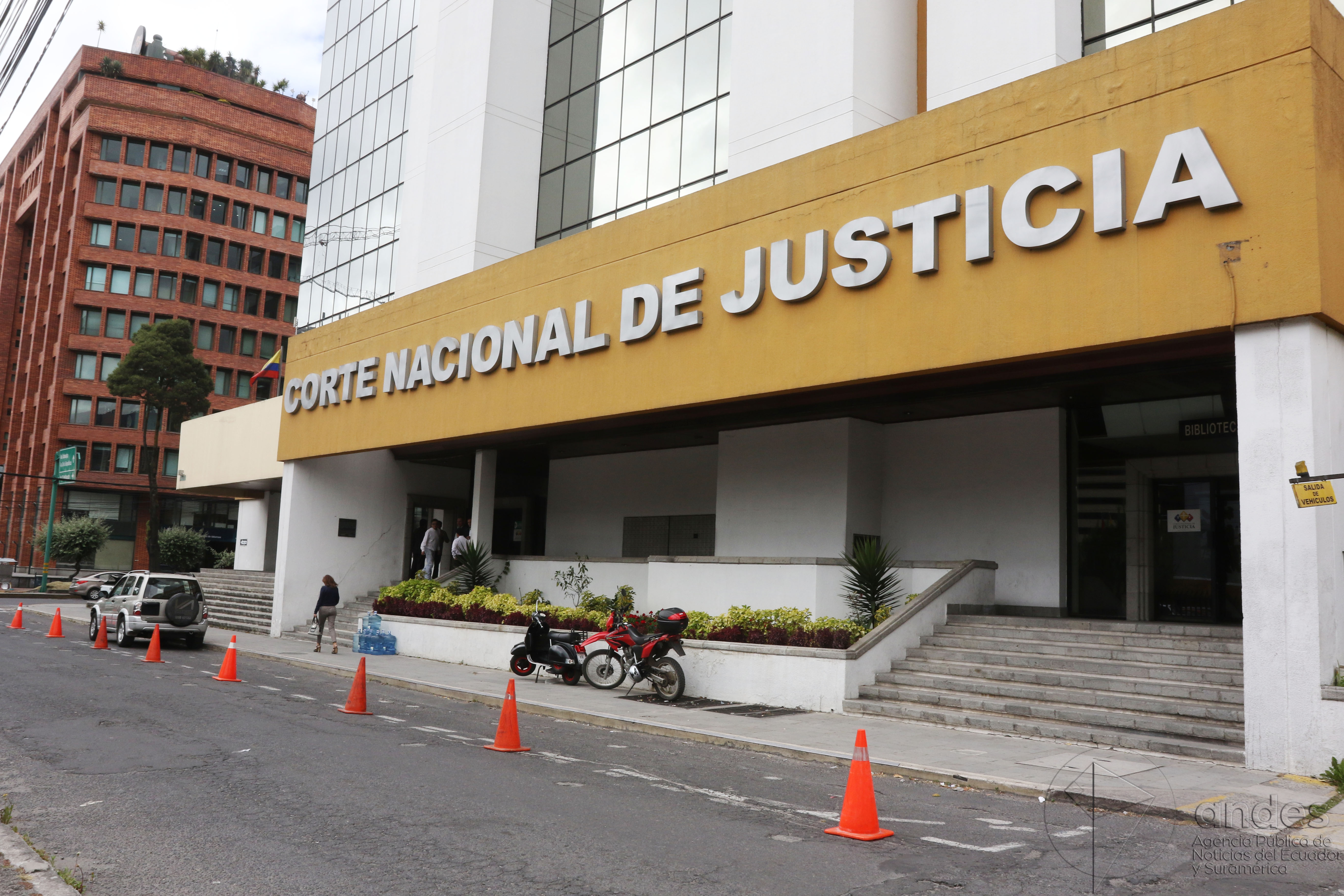
Corte Nacional de Justicia.

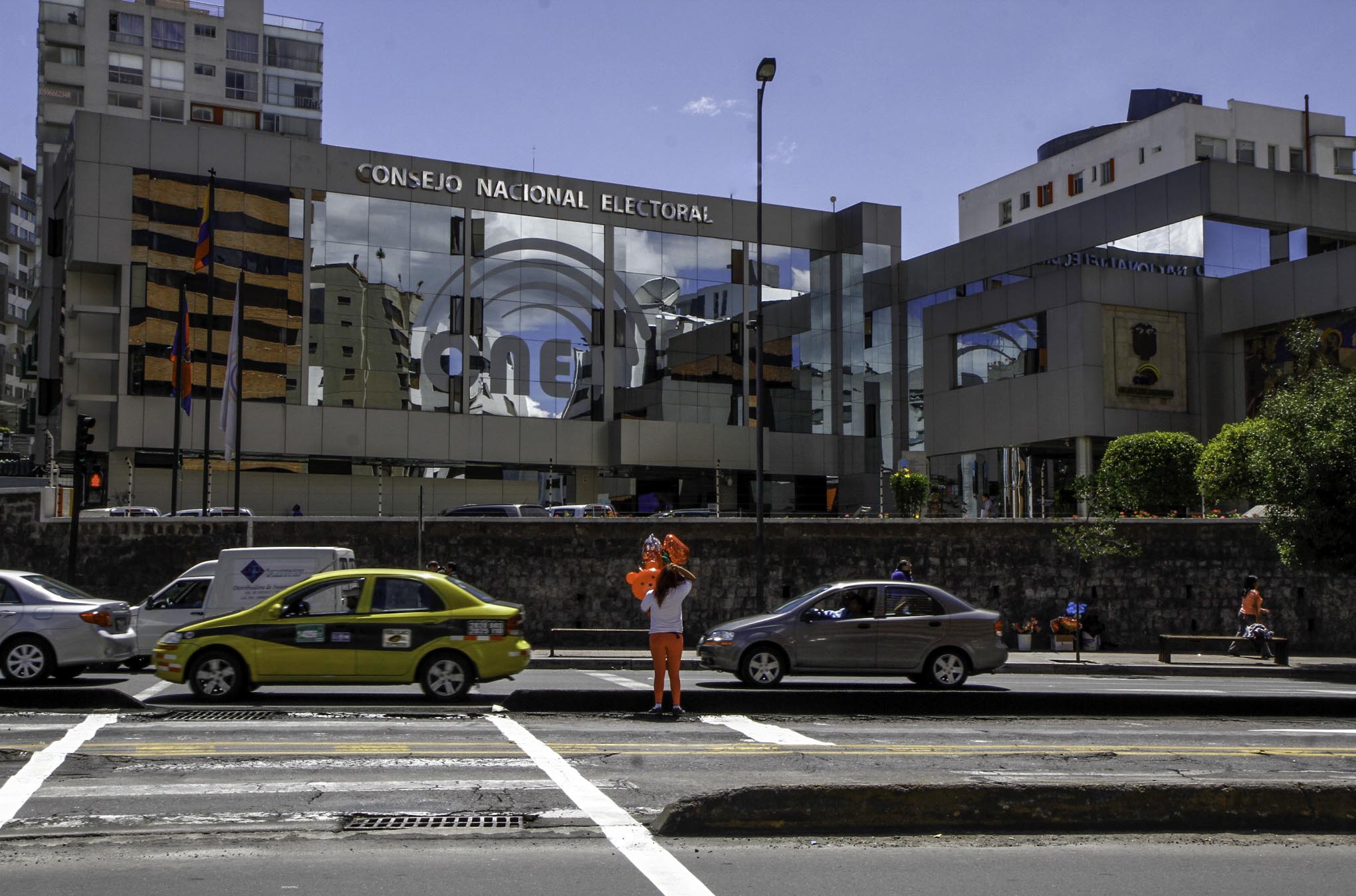
Consejo Nacional Electoral.

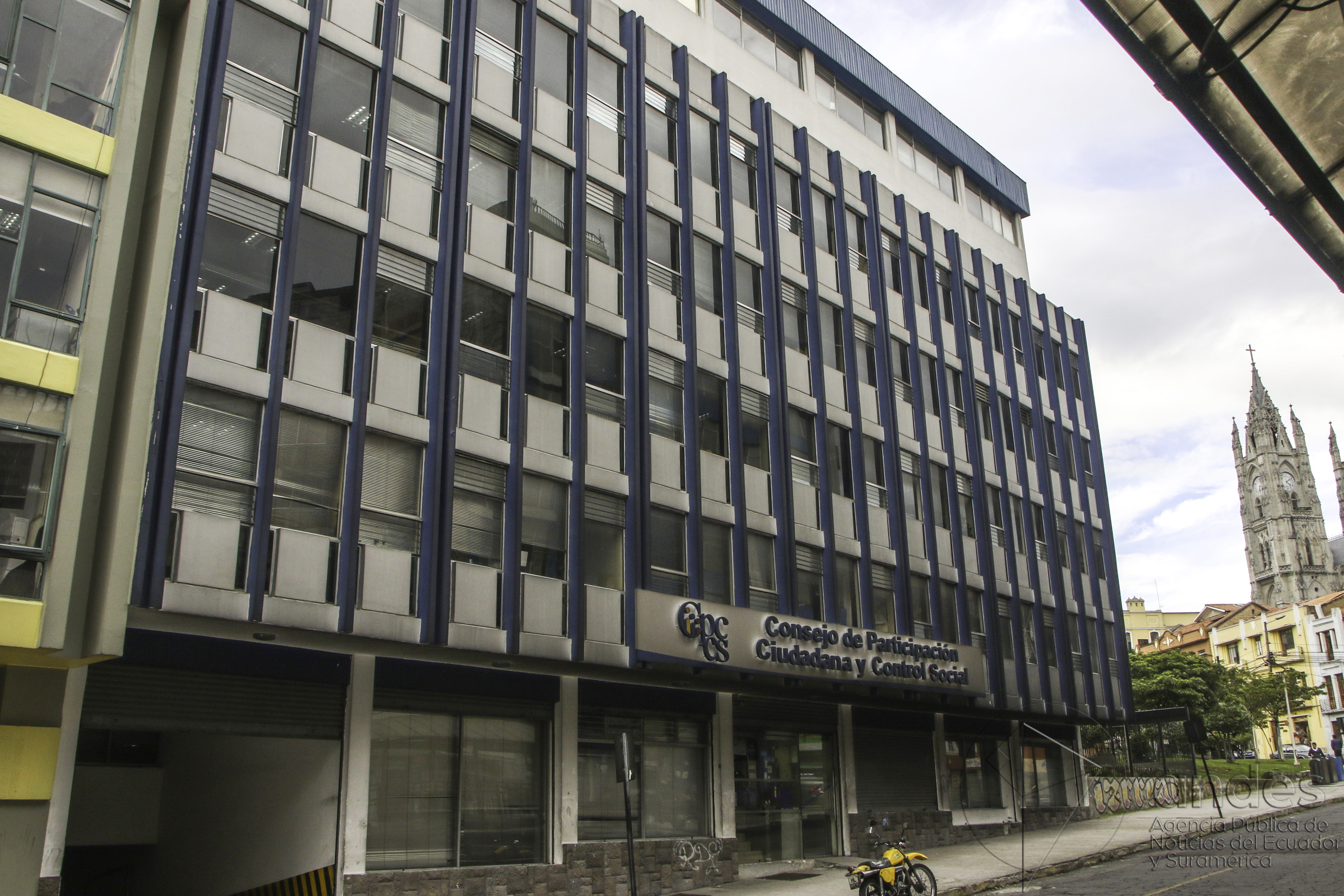
CPCCS.

- La Función Ejecutiva: Es ejercida por el presidente de la República, es jefe de Estado y del Gobierno, responsable de la administración pública del mismo. La Función Ejecutiva está integrada por la presidencia y vicepresidencia de la República, los Ministerios de Estado y los demás organismos e instituciones necesarias para cumplir, en el ámbito de su competencia, las atribuciones de rectoría, planificación, ejecución y evaluación de las políticas públicas nacionales y planes que se creen para ejecutarlas, según el artículo 141 de la Constitución vigente de la República del Ecuador.

El vicepresidente representa al presidente cuando este se encuentra ausente temporalmente y cumple con las funciones que el presidente de la República le asigne. El vicepresidente de la República deberá tener los mismos requisitos necesarios para cumplir las funciones del presidente de la República y tendrá las mismas prohibiciones e inhabilidades.
Los ministros de Estado son los encargados de cumplir las funciones como personeros de los Ministerios a los que el presidente de la República les asigne, siendo de libre nombramiento y remoción. 
- La Función Legislativa: Cumple las funciones de creación de leyes y fiscalización, incluyendo la posibilidad de plantear juicio político en contra del Presidente de la República, el vicepresidente y a los Ministros de Estado, en Ecuador se denomina como Asamblea Nacional, con sede en Quito ejerce la función legislativa y es unicameral. Excepcionalmente podrá reunirse en cualquier parte del territorio nacional. Se integra por asambleístas elegidos para un periodo de cuatro años, determinada por quince asambleístas por circunscripción territorial y dos asambleístas por cada provincia, aumentando en el número de un asambleísta por cada doscientos mil habitantes por provincia o fracción de ciento cincuenta mil.

- La Función Judicial: La función está encargada de la administración de justicia, denominada Corte Nacional de Justicia, las cortes, tribunales y juzgados que establece la Constitución y la ley, y el Consejo Nacional de la Judicatura.

- La Función de Transparencia y Control Social: Su función es de promover e impulsar "el control de las entidades y organismos del sector público, y de las personas naturales o jurídicas del sector privado que presten servicios o desarrollen actividades de interés público, para que los realicen con responsabilidad, transparencia y equidad;" además, "fomentará e incentivará la participación ciudadana; protegerá el ejercicio y cumplimiento de los derechos; y prevendrá y combatirá la corrupción." según el artículo 204 de la Constitución de la República vigente.

- La Función Electoral: Tiene como función "garantizar el ejercicio de los derechos políticos que se expresan a través del sufragio, así como los referentes a la organización política de la ciudadanía."

### Autoridades Públicas
| Poder Público                             | Institución                                         | Institución                                         | Autoridad                         | Titulares |
| ----------------------------------------- | --------------------------------------------------- | --------------------------------------------------- | --------------------------------- | --------- |
| Función Ejecutiva                         | Presidencia de la República                         | Presidencia de la República                         | Daniel Noboa Azín                 | Lista     |
| Función Ejecutiva                         | Vicepresidencia de la República                     | Vicepresidencia de la República                     | María José Pinto González-Artigas | Lista     |
| Función Ejecutiva                         | Ministerios de Ecuador                              | Gobierno                                            | Zaida Elizabeth Rovira Jurado     | Lista     |
| Función Ejecutiva                         | Ministerios de Ecuador                              | Administración Pública                              | Cynthia Gellibert Mora            | Lista     |
| Función Ejecutiva                         | Ministerios de Ecuador                              | Cancillería                                         | Gabriela Sommerfeld Rosero        | Lista     |
| Función Legislativa                       | Asamblea Nacional del Ecuador                       | Asamblea Nacional del Ecuador                       | Niels Olsen Peet                  | Lista     |
| Función Judicial                          | Corte Nacional de Justicia                          | Corte Nacional de Justicia                          | José Suing Nagua                  | Lista     |
| Función Judicial                          | Consejo de la Judicatura                            | Consejo de la Judicatura                            | Mario Godoy Naranjo               | Lista     |
| Función Judicial                          | Fiscalía General del Estado                         | Fiscalía General del Estado                         | Wilson Toainga Toainga            | Lista     |
| Función Judicial                          | Defensoría Pública                                  | Defensoría Pública                                  | Ricardo Morales Vela              | Lista     |
| Función Electoral (Elecciones en Ecuador) | Consejo Nacional Electoral                          | Consejo Nacional Electoral                          | Diana Atamaint Wamputsar          | Lista     |
| Función Electoral (Elecciones en Ecuador) | Tribunal Contencioso Electoral                      | Tribunal Contencioso Electoral                      | Ivonne Coloma Peralta             | Lista     |
| Función de Transparencia                  | Consejo de Participación Ciudadana y Control Social | Consejo de Participación Ciudadana y Control Social | Andrés Fantoni Baldeón            | Lista     |
| Función de Transparencia                  | Contraloría General del Estado                      | Contraloría General del Estado                      | Xavier Torres Maldonado           | Lista     |
| Función de Transparencia                  | Defensoría del Pueblo                               | Defensoría del Pueblo                               | César Córdova Valverde            | Lista     |
| Función de Transparencia                  | Superintendencia de Bancos                          | Superintendencia de Bancos                          | Roberto Romero von Buchwald       | Lista     |
| Función de Transparencia                  | Superintendencia de Compañías, Valores y Seguros    | Superintendencia de Compañías, Valores y Seguros    | Luis Alberto Cabezas-Klaere       | Lista     |
| Función de Transparencia                  | Superintendencia de Competencia Económica           | Superintendencia de Competencia Económica           | Hans Ehmig Dillon                 | Lista     |
| Función de Transparencia                  | Superintendencia de Economía Popular y Solidaria    | Superintendencia de Economía Popular y Solidaria    | Christina Murillo Navarrete       | Lista     |
| Función de Transparencia                  | Superintendencia de Ordenamiento Territorial        | Superintendencia de Ordenamiento Territorial        | Pablo Iglesias Paladines          | Lista     |
| Función de Transparencia                  | Superintendencia de Protección de Datos Personales  | Superintendencia de Protección de Datos Personales  | Fabrizio Peralta Díaz             | Lista     |
| Órganos Independientes                    | Corte Constitucional                                | Corte Constitucional                                | Jhoel Escudero Solíz              | Lista     |
| Órganos Independientes                    | Procuraduría General del Estado                     | Procuraduría General del Estado                     | Juan Carlos Larrea Valencia       | Lista     |

#### Instituciones suprimidas
| Institución                                    | Última autoridad           | Fin de funciones | Titulares |
| ---------------------------------------------- | -------------------------- | ---------------- | --------- |
| Cámara del Senado (Cámara Alta)                | Juan lllingworth Baquerizo | 1970             | Lista     |
| Asamblea Constituyente                         | Fernando Cordero Cueva     | 2008             | Lista     |
| Superintendencia de Telecomunicaciones         | Fabián Jaramillo Palacios  | 2015             | Lista     |
| Superintendencia de Información y Comunicación | Edison Toro Calderón       | 2019             | Lista     |

## Organización territorial
Acorde con el artículo 242 de la Constitución 'El Estado se organiza territorialmente en regiones, provincias, cantones, parroquias urbanas y rurales. Por razones de conservación ambiental, étnico-culturales o de población podrán constituirse regímenes especiales'. En Ecuador hay 24 provincias. Todo está desarrollado en el Título V de la Constitución vigente de la República que trata sobre la Organización Territorial del Estado y en su Capítulo Tercero se refiere a los Gobiernos autónomos descentralizados y regímenes especiales.

### De las regiones
Acorde al artículo 251 "Cada región autónoma elegirá por votación a su consejo regional y a su gobernadora o gobernador regional, que lo presidirá y tendrá voto dirimente. Los consejeros regionales se elegirán de forma proporcional a la población urbana y rural por un período de cuatro años,
y entre ellos se elegirá una vicegobernadora o vicegobernador.
Cada gobierno regional establecerá en su estatuto los mecanismos de participación ciudadana que la Constitución prevea". Esta división política todavía no se ha implementado en el país hasta la fecha.

### De las Provincias
El artículo 252 determina que cada provincia es dirigida por «un consejo provincial con sede en su capital, que estará integrado por una prefecta o prefecto y una viceprefecta o viceprefecto elegidos por votación popular; por alcaldesas o alcaldes, o concejalas o concejales en representación de los cantones; y por representantes elegidos de entre quienes presidan las juntas parroquiales rurales, de acuerdo con la ley».
La prefecta o prefecto será la máxima autoridad administrativa, que presidirá el Consejo con voto dirimente, y en su ausencia temporal o definitiva será reemplazado por la persona que ejerza la viceprefectura, elegida por votación popular en binomio con la prefecta o prefecto.
El Consejo Provincial se encarga de representar a la provincia. Además, promueve y ejecuta obras de alcance provincial en vialidad, medio ambiente, riesgo y manejo de las cuencas y microcuencas.

### De los cantones
El artículo 253 de la Constitución regla que cada cantón constituye un "concejo cantonal, que estará integrado por la alcaldesa o alcalde y las concejalas y concejales elegidos por votación popular, entre quienes se elegirá una vicealcaldesa o vicealcalde. La alcaldesa o alcalde será su máxima autoridad administrativa y lo presidirá con voto dirimente. En el concejo estará representada proporcionalmente a la población cantonal urbana y rural, en los términos que establezca la ley".

### De las parroquias rurales
Según el artículo 255 "Cada parroquia rural tendrá una junta parroquial conformada por vocales de elección popular, cuyo vocal más votado la presidirá. La conformación, las atribuciones y responsabilidades de las juntas parroquiales estarán determinadas en la ley".

## Representación femenina
La inclusión de las mujeres en la política y representación en la Asamblea se incrementó :
En 1979 no existía la participación de ninguna mujer, mientras que en 1984 llegó apenas al 4,2%, con tres diputadas, y en 1986 se redujo a una sola parlamentaria. Entre 1988 y 1996 el promedio bordeó el 5%. Se incrementó a partir de 1998, que llegó al 13%; 2003 al 18%; 2006 al 26%; 2007 al 35%; 2009 al 29%; y 2013 al 42%. En 2013, el liderazgo lo llevan tres mujeres: Gabriela Rivadeneira, presidenta; Rosana Alvarado, primera vicepresidenta, y Marcela Aguiñaga;segunda vicepresidenta.